# Tekaviki
Tekaviki ou Kaviki (« crabe fantôme) » est un îlot de Wallis-et-Futuna, situé dans le lagon de Wallis.

## Géographie

### Situation et description
C'est un des îlots du centre, rattaché à Hahake. Il est entouré par les îlots Luaniva au nord et Fugalei au sud. Cet îlot possède une plage de sable blanc.

## Toponymie

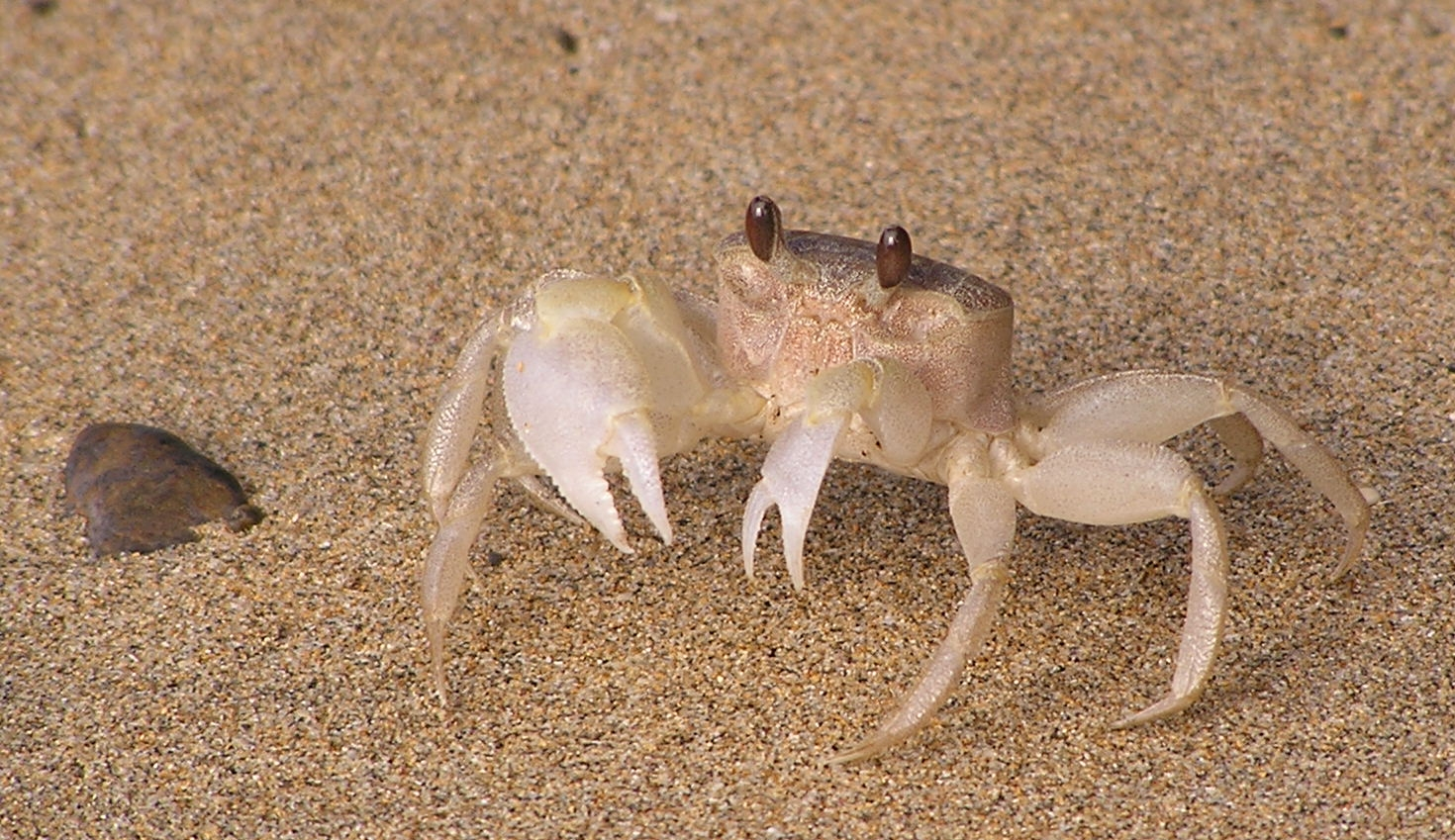
Le crabe fantôme (ocypode cordimanus), en wallisien kaviki, a donné son nom à l'îlot Kaviki.

En wallisien, te est un article défini et kaviki désigne une sorte de crabe, : soit ocypode cordimanus (crabe fantôme) soit ocypode ceratophthalmus.

## Histoire

### Origines mythologiques

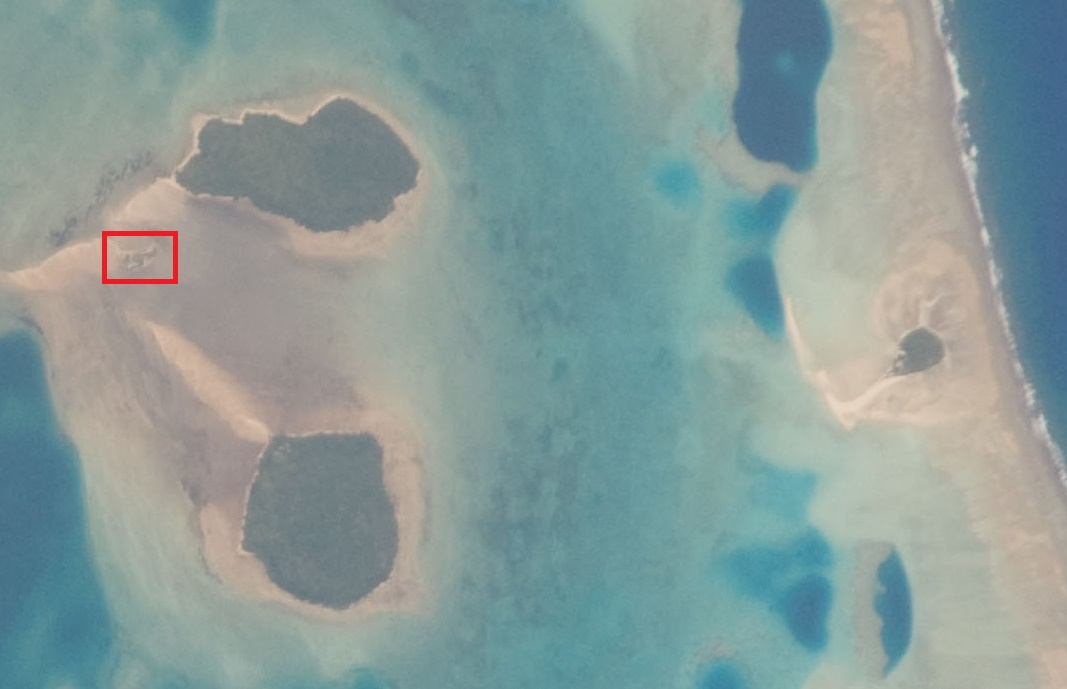
Image satellite montrant Tekaviki (encadré en rouge) dans le lagon de Wallis.

D'après la tradition orale wallisienne recueillie par Edwin Burrows en 1932, l'îlot a été créé par Mohukele, un esprit résidant à Falaleu. Afin de créer des îlots au large de Mata-Utu, il prend des rochers, et la nuit venue les traîne depuis Ahoa. Cependant, repéré par les esprits de Aka'aka et de Liku, Mohukele est pris de panique et lance ses pierres : elles deviennent alors les îlots Luaniva et Fugalei ; Tekaviki correspond à son bâton qu'il utilisait pour transporter ces pierres sur son dos.

### Époque contemporaine

#### Rôle durant l'épidémie de 1937
Durant l'épidémie de grande fièvre (fiva lahi) à Wallis en 1937, l'îlot Kaviki a servi de lieu de quarantaine pour les malades. Au moins une soixantaine de personnes y sont envoyées, regroupées dans des cases. L'isolement est très strict, rien ne doit être rapporté sur l'île principale (par peur de la contagion). Les missionnaires viennent chaque dimanche pour célébrer la messe.
Malgré cet isolement, l'épidémie continue et ce n'est que grâce à l'arrivée des vaccins que la fièvre est stoppée dans la population wallisienne, après avoir causé 124 morts, soit 5 % de la population.